# Třezalka skvrnitá

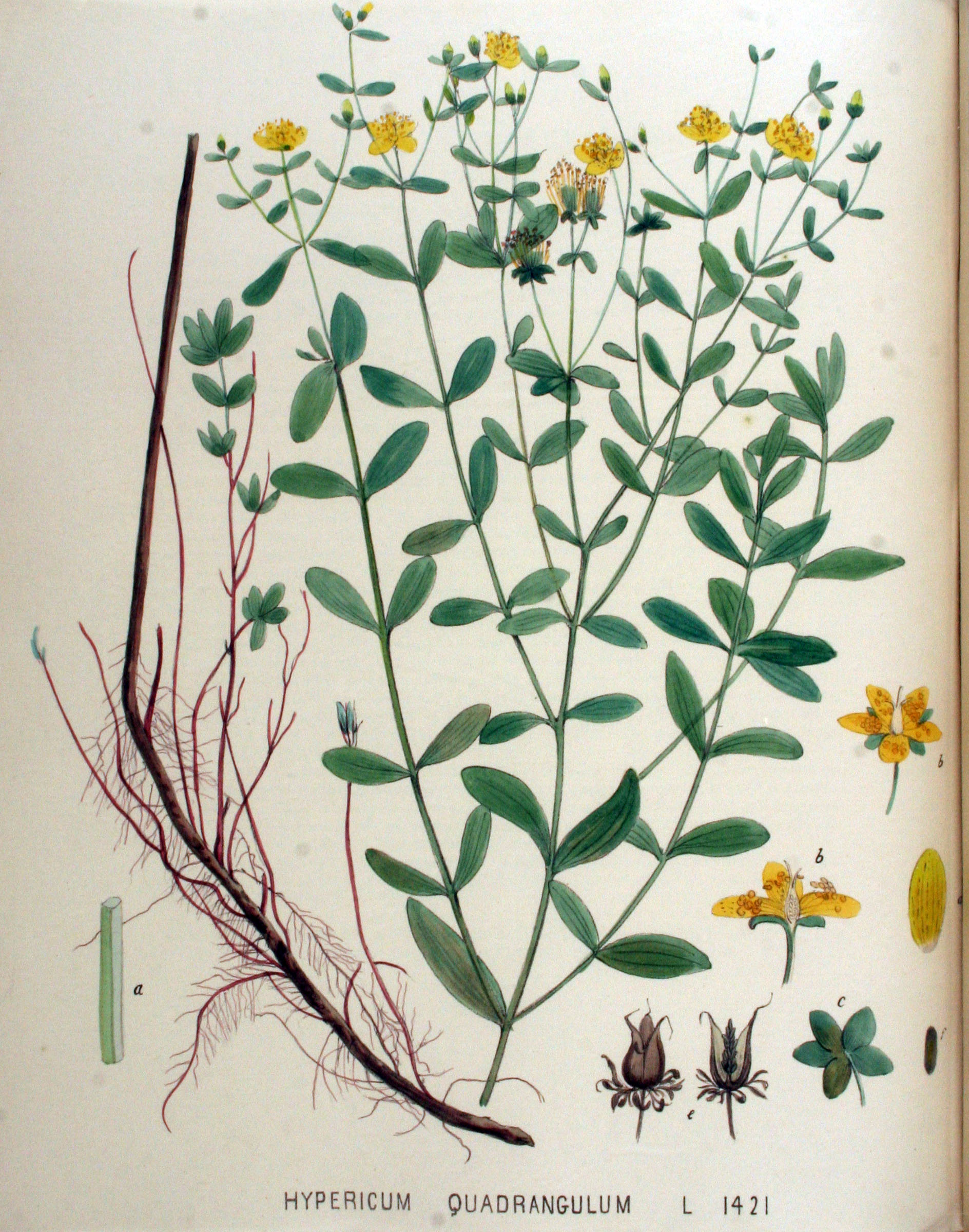
Zobrazeni třezalky skvrnité

Třezalka skvrnitá (Hypericum maculatum) je vytrvalá, žlutě kvetoucí bylina, obvykle planě rostoucí na výše položených loukách nebo ve světlých lesích. Obsahuje lidskému zdraví prospěšné látky, a proto je tento původní druh české přírody tradičně považován za léčivou rostlinu, stejně jako ostatní druhy rodu třezalka vyrůstající v Česku.

## Rozšíření
Rostlinný druh je rozšířen téměř po celé Evropě, vyjma oblastí okolo Středozemního a Černého moře. Na severu areál sahá až k 70° stupni severní šířky, na východě v Rusku překračuje pohoří Ural a končí na Sibiři u řeky Ob.
V České republice je třezalka skvrnitá místy dosti hojná, vyskytuje se od planárního po alpínský stupeň. Těžiště jejího výskytu je ale ve vyšší nadmořské výšce, nejčastěji při horní hranici lesa. V nižších polohách je poměrně vzácná, je vázána na vlhčí a chladnější stanoviště.

## Ekologie
Hemikryptofyt rostoucí ve světlých a vlhkých listnatých i jehličnatých lesích a po jejích okrajích, na lesních mýtinách, v kosodřevinách, křovinách, na rašelinných loukách, prameništích, pastvinách, ve vysokostébelných horských loukách i na skalních svazích. Roste také na uměle vytvořených lokalitách, v příkopech okolo cest nebo podél vodních kanálů. Na kvalitě půdy ani množství živin není příliš závislá, nejlépe roste na půdě propustné a mírně alkalické. Kvete poměrně dlouho, od června do října.

## Popis
Vytrvalá, lysá bylina dorůstající do výše 20 až 60 cm. Zdřevnatělý hlavní kořen je bohatě větvený a má četné podzemní výběžky. Vyrůstají z něho přímé, tuhé, duté, jednoduché i větvené lodyhy o průměru 1,5 až 3,5 mm, jsou slabě čtyřhranné a u dřevnatějící báze červenohnědě naběhlé. Lodyha je porostlá jednoduchými, přisedlými listy, které mají čepele eliptické až vejčité, na bázi okrouhlé a na vrcholu tupé, obvykle 20 až 40 mm dlouhé a 12 až 15 mm široké, většinou jsou kratší nebo stejně dlouhé jako internodia lodyhy. Na listech jsou obvykle světlé, různě velké tečkovité buňky s éterickými oleji a při okrajích tmavé žlázky, při pohledu proti světlu je u listů pozorovatelná síť prosvítajících žilek. Směrem k vrcholu přecházejí listy v listeny.
Květy jsou žluté, v průměru 20 až 30 mm velké a vytvářejí malokvětá, řídká květenství – koncové vidlany. Oboupohlavné, pětičetné květy mají vytrvalé kališní lístky, které jsou široce eliptické či vejčité a na vrcholu tupě špičaté. Zlatožluté korunní lístky jsou celokrajné a bývají spíše okrouhle vejčité, 10 až 12 mm dlouhé a ve špičce mají tmavé žlázky s červeným barvivem hypericinem. V květu bývá 80 až 100 trojbratrých, nestejně dlouhých tyčinek s nitkami srostlými do třech svazečků, a ze tří plodolistů vzniklý svrchní, trojpouzdrý semeník nesoucí tři čnělky. Blizny se opylují obvykle cizím, řidčeji vlastním pylem. Květy nemají nektar a opylovačům poskytují pyl. Ploidie druhu je 2n = 16.
Plod je vejčitá, trojpouzdrá, mnohosemenná, asi 8 mm dlouhá tobolka pukající třemi chlopněmi. Obsahuje světle až tmavě hnědá semena, asi 0,8 mm dlouhá, se síťovaným osemením. Semena vypadaná do půdy mohou klíčit již na podzim, nebo až na jaře.

## Možnost záměny
Třezalku skvrnitou lze zaměnit s třezalkou tečkovanou, která roste hlavně v nížinách, na lodyze má pouze dvě hrany a na listech jsou proti světlu patrné jen nespojené hlavní žilky.

## Užití
Třezalka skvrnitá patří s třezalkou tečkovanou mezi nejstarší a nejčastěji sbírané léčivé byliny, obsahují téměř stejné látky a při sběru bývají zaměňovány. Drogou je kvetoucí nať nebo lépe samotné květy, léčivé látky jsou obsaženy hlavně v pupenech a květech. Suší se ve stínu a uchovává se v suchu.
Mezi léčivé látky patří hypericin a pseudohypericin, které mají antidepresivní a euforizující účinky a mohou vyvolat citlivost na světlo. Dalšími látkami jsou flavonoidy, hyperosid, kvercitrin, isokvercitrin a rutin, které mají stimulující účinky na imunitní systém, pozitivně ovlivňují hojení ran a hlavně se využívají při poruše spánku a vnitřním neklidu. K léčbě ran také slouží hyperforin mající antibiotické účinky. Rostliny obsahují mnoho silic, (éterických olejů), nejvíce pinenu a cineolu působící lokálně anesteticky. Jejich třísloviny zase působí svíravě a stavějí krvácení (např. u hemeroidů). V sušené droze jsou také stopová množství četných minerálních látek, triterpeny, steroly, pryskyřice, provitamin A, vitamin C a další. Macerací květů v olivovém oleji vzniká masážní, případně i vnitřně použitelný hojivý olej jasně červené barvy.
V lidovém léčitelství se třezalka skvrnitá tradičně používá se jako antidepresivum, antibiotikum a kardiotonikum, zlepšuje látkovou výměnu a krevní oběh, léčí nemocné plíce, slinivku, játra, žaludek, vnitřní a hlavně vnější záněty, odstraňuje poúrazové otoky i ulehčuje při hemeroidech. Je vhodná k léčbě zanícených ran i pohmožděnin, zlomenin či naraženin.

## Galerie

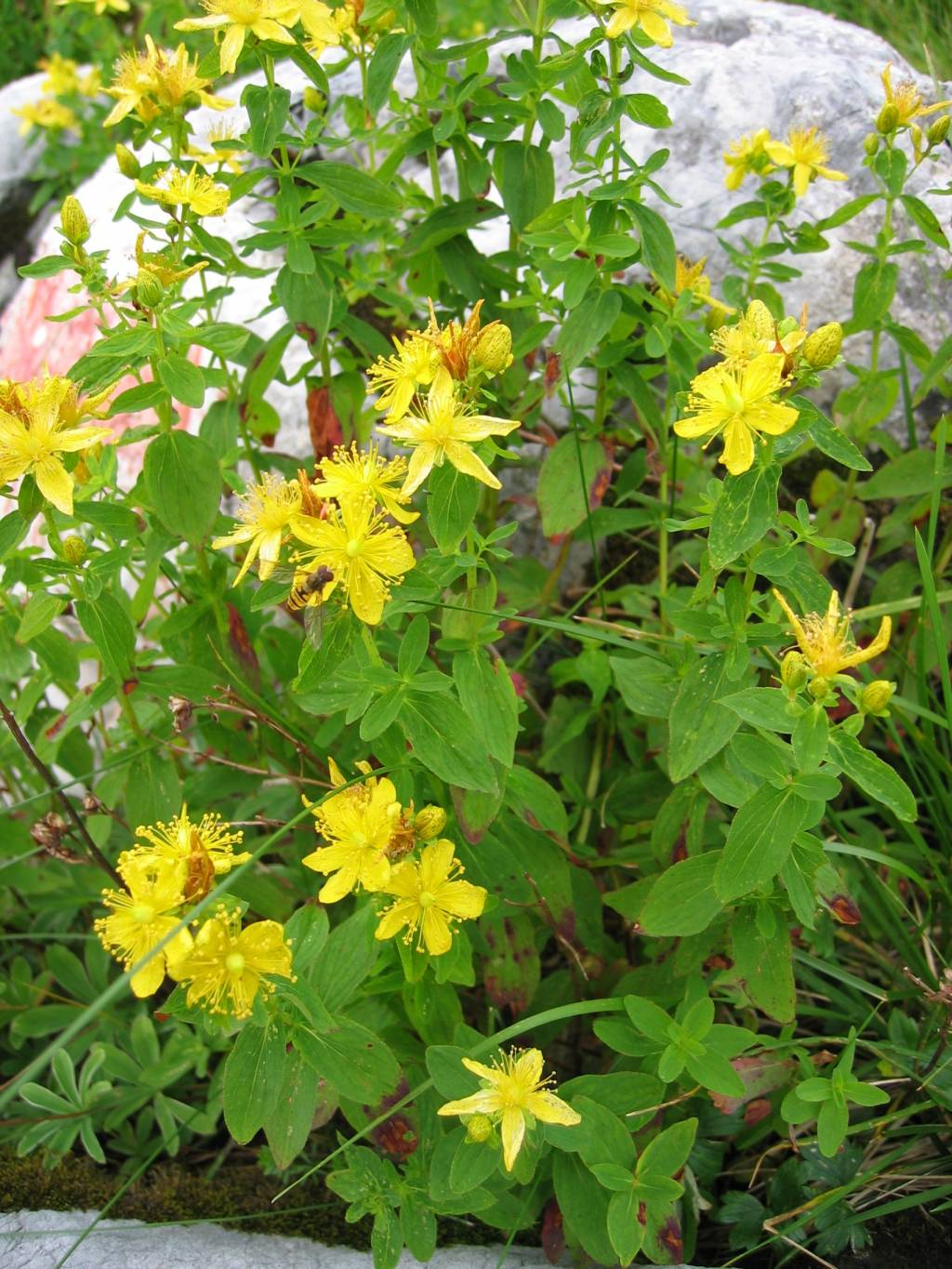
Třezalka skvrnitá
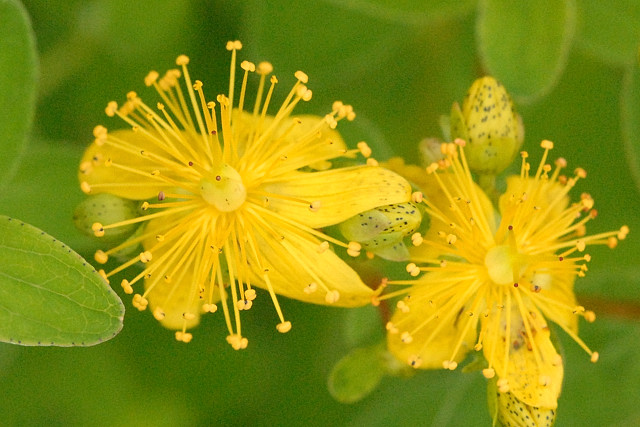
Květy
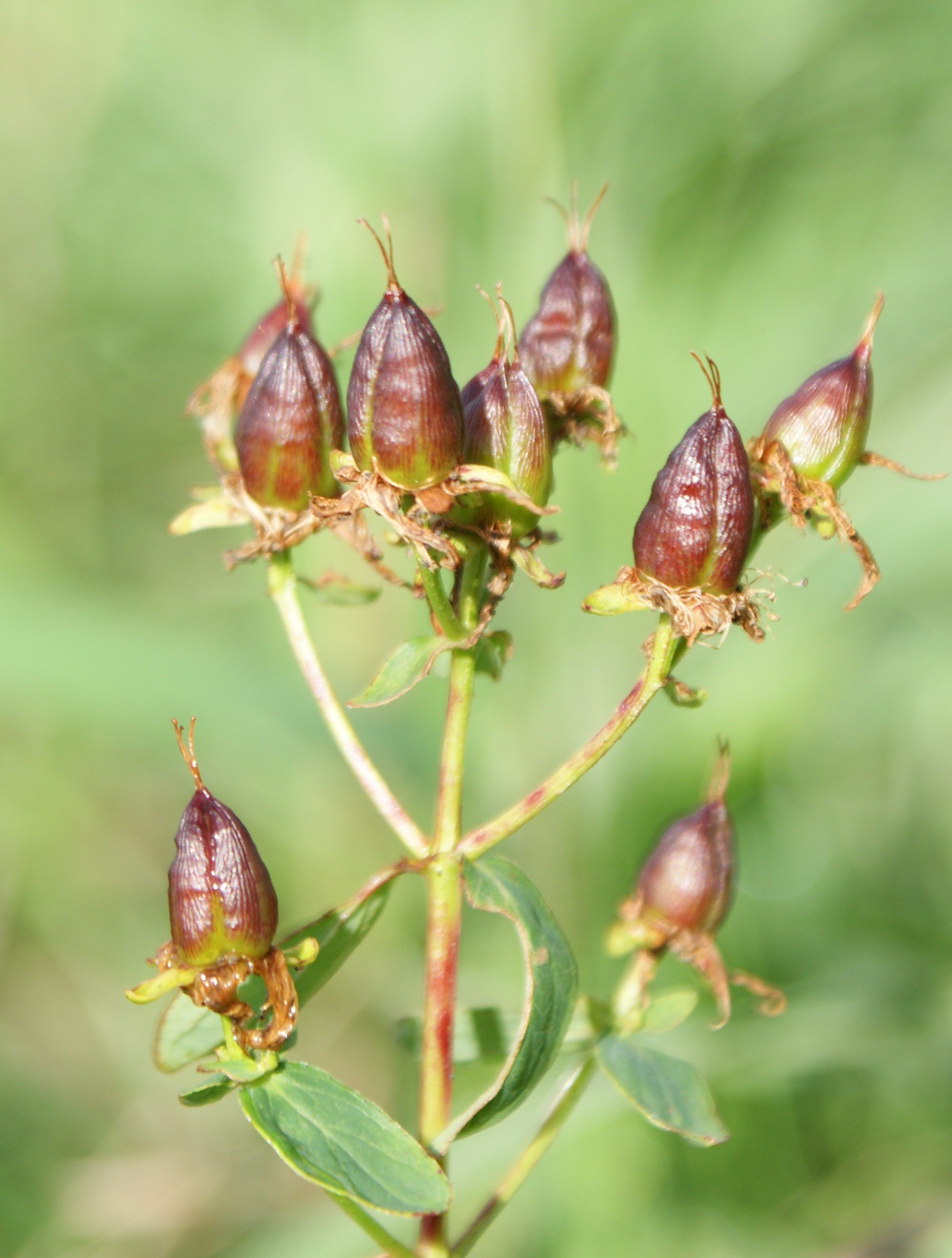
Zrající tobolky